# Илија Чарапић
Илија Чарапић (1792–1844) је био први српски управник Београда 1839–1840, од стварања нововековне српске државе, односно почетка Српске револуције. 
Рођен је 1792. године у Белом Потоку, у подножју Авале, а умро је 1844. године. Био је син војводе Васе Чарапића, постао је грочански војвода са само 18 година након смрти стрица Атанасија Чарапића, који је погинуо недалеко од Прахова. 
Илија Чарапић је био ожењен Стаменком Карађорђевић и није имао деце. Био је очух Стаменкине деце из првог брака, сина Кузмана и кћерке Јелене која је удата за Ђорђа Радојловића, родоначелника породице Радојловић.

## Породица

### Родитељи
| име          | слика | датум рођења | датум смрти        |
| ------------ | ----- | ------------ | ------------------ |
| Васа Чарапић |       | 1770.        | 29. новембар 1806. |

### Супружник
| име                   | слика | датум рођења | датум смрти |
| --------------------- | ----- | ------------ | ----------- |
| Стаменка Карађорђевић |       | 1799.        | 1875.       |